# 2020年バーレーングランプリ
2020年バーレーングランプリ (英語: 2020 Bahrain Grand Prix) は、2020年のF1世界選手権第15戦として、2020年11月29日にバーレーン・インターナショナル・サーキットのグランプリ・トラックで開催された。
正式名称は「Formula 1 Gulf Air Bahrain Grand Prix 2020」。

## 背景
新型コロナウイルス感染症の世界的流行による影響
本レースは本来3月22日に第2戦として開催される予定であったが、その前週に開幕戦として行われる予定であったオーストラリアGPでマクラーレンのスタッフが新型コロナウイルスに感染したことによって開催直前に中止となり、これを受ける形で本レースは延期されることになった。その後も感染拡大は続き、多数のレースが開催中止や延期に追い込まれたことから日程が見直された。8月25日にシーズン終盤戦の日程が発表され、第15戦に組み込まれた。なお、バーレーン・インターナショナル・サーキットは2週連続の開催で、1週目の本レースは通常のグランプリ・トラックを、2週目の次戦サヒールGPはF1では初めてとなるアウター・トラックを使用する。
サーキット
前述の通り、本レースは通常のグランプリ・トラックが使用され、DRSゾーンは前年同様ターン3、10、15の3箇所に設定されるが、ターン15のディテクションポイント（DRSが使用可能となる1秒以内の差であるかを計測する地点）が2メートル手前に移動された。
タイヤ
本レースでピレリが持ち込むドライ用タイヤのコンパウンドはハード（白）：C2、ミディアム（黄）：C3、ソフト（赤）：C4の組み合わせ。これとは別に、翌年向けのC3コンパウンドタイヤが1台あたり2セット用意され、フリー走行の1回目(FP1)と2回目(FP2)で各車テスト走行を行う。

## エントリー
レギュラードライバーは前戦トルコGPから変更なし。アルファロメオはリザーブドライバーのロバート・クビサがキミ・ライコネンに代わって、ウィリアムズもテストドライバーのロイ・ニッサニーがジョージ・ラッセルに代わってフリー走行1回目(FP1)を走行する。

## フリー走行
FP1は気温26度、路面温度27度のドライコンディションで行われ、トップタイムはルイス・ハミルトンの1分29秒033で、チームメイトのバルテリ・ボッタスとともにメルセデス勢が1-2。
FP2は気温と路面温度が同じ26度のドライコンディションで行われ、ハミルトンが1分28秒971でトップタイム、マックス・フェルスタッペン（レッドブル）が2番手でメルセデス勢に割って入ったが、チームメイトのアレクサンダー・アルボンが最終コーナーでクラッシュし、赤旗が出されて12分間中断した。
FP1とFP2では2021年向けのタイヤテストが行われたが、走行したドライバーからの批判が相次いだ。トラックリミット規制の厳格化を目指しているFIAは、FP1とFP2でターン4でのトラックリミットを厳しく取った結果、33回のラップタイムが抹消された。FP2後のドライバーズブリーフィングでセバスチャン・ベッテルからターン4のトラックリミットを厳しく取り締まる必要はないと指摘し、ターン4出口をワイドに走ることでラップタイムが縮まらないこともあり、他のドライバーからの支持も得られたことから、FP3以降はターン4のトラックリミットを厳しく取り締まるのをやめた。
FP3は気温28度、路面温度33度のドライコンディションで行われ、フェルスタッペンはDRSがバタつくトラブルに見舞われる中で1分28秒355のトップタイムを記録した。FP2でクラッシュを喫してマシンが大破したアルボンだったが、交換はサバイバルセルのみで済み、4番手のタイムを出した。

## 予選
2020年11月28日 17:00 AST(UTC+3)
- 気温26度、路面温度28度、ドライコンディション[22]

ルイス・ハミルトンがチームメイトのバルテリ・ボッタスに0.289秒差を付け、今季10回目のポールポジションを獲得した。フロントローはメルセデス勢、2列目はレッドブル勢が独占した。アルファタウリ勢は2台ともQ3進出を果たし、ホンダのパワーユニットを搭載する4台は全てトップ10に入った。一方、フェラーリ勢は2台ともQ2敗退を喫した。カルロス・サインツJr.（マクラーレン）はQ2最初のアタック開始直後に駆動系のトラブルによりコース上でストップし、赤旗が掲示された。

### 予選結果
| 順位                | No. | ドライバー                   | コンストラクター                   | Q1       | Q2       | Q3       | Grid |
| ------------------- | --- | ---------------------------- | ---------------------------------- | -------- | -------- | -------- | ---- |
| 1                   | 44  | ルイス・ハミルトン           | メルセデス                         | 1:28.343 | 1:27.586 | 1:27.264 | 1    |
| 2                   | 77  | バルテリ・ボッタス           | メルセデス                         | 1:28.767 | 1:28.063 | 1:27.553 | 2    |
| 3                   | 33  | マックス・フェルスタッペン   | レッドブル-ホンダ                  | 1:28.885 | 1:28.025 | 1:27.678 | 3    |
| 4                   | 23  | アレクサンダー・アルボン     | レッドブル-ホンダ                  | 1:28.732 | 1:28.749 | 1:28.274 | 4    |
| 5                   | 11  | セルジオ・ペレス             | レーシング・ポイント-BWTメルセデス | 1:29.178 | 1:28.894 | 1:28.322 | 5    |
| 6                   | 3   | ダニエル・リカルド           | ルノー                             | 1:29.005 | 1:28.648 | 1:28.417 | 6    |
| 7                   | 31  | エステバン・オコン           | ルノー                             | 1:29.203 | 1:28.937 | 1:28.419 | 7    |
| 8                   | 10  | ピエール・ガスリー           | アルファタウリ-ホンダ              | 1:28.971 | 1:29.008 | 1:28.448 | 8    |
| 9                   | 4   | ランド・ノリス               | マクラーレン-ルノー                | 1:29.464 | 1:28.877 | 1:28.542 | 9    |
| 10                  | 26  | ダニール・クビアト           | アルファタウリ-ホンダ              | 1:29.158 | 1:28.944 | 1:28.618 | 10   |
| 11                  | 5   | セバスチャン・ベッテル       | フェラーリ                         | 1:29.142 | 1:29.149 |          | 11   |
| 12                  | 16  | シャルル・ルクレール         | フェラーリ                         | 1:29.137 | 1:29.165 |          | 12   |
| 13                  | 18  | ランス・ストロール           | レーシング・ポイント-BWTメルセデス | 1:28.679 | 1:29.557 |          | 13   |
| 14                  | 63  | ジョージ・ラッセル           | ウィリアムズ-メルセデス            | 1:29.294 | 1:31.218 |          | 14   |
| 15                  | 55  | カルロス・サインツ           | マクラーレン-ルノー                | 1:28.975 | No Time  |          | 15   |
| 16                  | 99  | アントニオ・ジョヴィナッツィ | アルファロメオ-フェラーリ          | 1:29.491 |          |          | 16   |
| 17                  | 7   | キミ・ライコネン             | アルファロメオ-フェラーリ          | 1:29.810 |          |          | 17   |
| 18                  | 20  | ケビン・マグヌッセン         | ハース-フェラーリ                  | 1:30.111 |          |          | 18   |
| 19                  | 8   | ロマン・グロージャン         | ハース-フェラーリ                  | 1:30.138 |          |          | 19   |
| 20                  | 6   | ニコラス・ラティフィ         | ウィリアムズ-メルセデス            | 1:30.182 |          |          | 20   |
| 107% time: 1:34.527 |     |                              |                                    |          |          |          |      |
| ソース:             |     |                              |                                    |          |          |          |      |

## 決勝
2020年11月29日 17:10 AST(UTC+3)
- 気温25度、路面温度29度、ドライコンディション[25]

1周目にロマン・グロージャンがダニール・クビアトに接触後、コース脇のガードレールに激突してマシンは真っ二つに破壊され大炎上した。グロージャンはHaloに守られて自らコックピットから脱出、レーシングスーツのおかげで手と足首に軽い火傷を負った程度で命に別状はなかった。このアクシデントにより赤旗が出され、ガードレールの修復のためレースは1時間25分間中断した。再開直後にもランス・ストロールがクビアトと接触し、ストロールのマシンが裏返しになり、セーフティカーが出動した。レース終盤にも表彰台を目前にしたセルジオ・ペレスのマシン後方から白煙が上がり、漏れたオイルからマシンが炎上してセーフティカーが出動したままレースが終わった。レースはルイス・ハミルトンが終始支配してポール・トゥ・ウインで5連勝、マックス・フェルスタッペンとアレクサンダー・アルボンのレッドブル勢が2位、3位に入りダブル表彰台を獲得した。レッドブルは2017年日本GP以来のダブル表彰台でのフィニッシュにより、2016年シーズン以来となるコンストラクターズランキング2位を確定させた。また、本戦終了時点でフェルスタッペンのドライバーズランキング3位以上も確定している。
この3人に続いたのがランド・ノリスとカルロス・サインツのマクラーレン勢で、無得点に終わったレーシング・ポイント勢を抜いてランキング3位に浮上した。

### レース結果
| 順位    | No. | ドライバー                   | コンストラクター                   | 周回数 | タイム/リタイア原因 | Grid | Pts.  |
| ------- | --- | ---------------------------- | ---------------------------------- | ------ | ------------------- | ---- | ----- |
| 1       | 44  | ルイス・ハミルトン           | メルセデス                         | 57     | 2:59:47.515         | 1    | 25    |
| 2       | 33  | マックス・フェルスタッペン   | レッドブル-ホンダ                  | 57     | +1.254              | 3    | 19 FL |
| 3       | 23  | アレクサンダー・アルボン     | レッドブル-ホンダ                  | 57     | +8.005              | 4    | 15    |
| 4       | 4   | ランド・ノリス               | マクラーレン-ルノー                | 57     | +11.337             | 9    | 12    |
| 5       | 55  | カルロス・サインツ           | マクラーレン-ルノー                | 57     | +11.787             | 15   | 10    |
| 6       | 10  | ピエール・ガスリー           | アルファタウリ-ホンダ              | 57     | +11.942             | 8    | 8     |
| 7       | 3   | ダニエル・リカルド           | ルノー                             | 57     | +19.368             | 6    | 6     |
| 8       | 77  | バルテリ・ボッタス           | メルセデス                         | 57     | +19.680             | 2    | 4     |
| 9       | 31  | エステバン・オコン           | ルノー                             | 57     | +22.803             | 7    | 2     |
| 10      | 16  | シャルル・ルクレール         | フェラーリ                         | 56     | +1 Lap              | 12   | 1     |
| 11      | 26  | ダニール・クビアト 1         | アルファタウリ-ホンダ              | 56     | +1 Lap              | 10   |       |
| 12      | 63  | ジョージ・ラッセル           | ウィリアムズ-メルセデス            | 56     | +1 Lap              | 14   |       |
| 13      | 5   | セバスチャン・ベッテル       | フェラーリ                         | 56     | +1 Lap              | 11   |       |
| 14      | 6   | ニコラス・ラティフィ         | ウィリアムズ-メルセデス            | 56     | +1 Lap              | 20   |       |
| 15      | 7   | キミ・ライコネン             | アルファロメオ-フェラーリ          | 56     | +1 Lap              | 17   |       |
| 16      | 99  | アントニオ・ジョヴィナッツィ | アルファロメオ-フェラーリ          | 56     | +1 Lap              | 16   |       |
| 17      | 20  | ケビン・マグヌッセン         | ハース-フェラーリ                  | 56     | +1 Lap              | 18   |       |
| 18†     | 11  | セルジオ・ペレス             | レーシング・ポイント-BWTメルセデス | 53     | パワーユニット      | 5    |       |
| Ret     | 18  | ランス・ストロール           | レーシング・ポイント-BWTメルセデス | 2      | 接触                | 13   |       |
| Ret     | 8   | ロマン・グロージャン         | ハース-フェラーリ                  | 0      | アクシデント        | 19   |       |
| ソース: |     |                              |                                    |        |                     |      |       |

追記
- ^FL - ファステストラップの1点を含む
- † - リタイアだが、90%以上の距離を走行したため規定により完走扱い
- ^1 - クビアトはターン8でストロールと接触した件の責任を問われ、10秒ペナルティ（ピットインで消化）とペナルティポイント2点（合計4点）が科せられた[30][31]

優勝者ルイス・ハミルトンの平均速度
102.864 km/h (63.917 mph)
ファステストラップ
- マックス・フェルスタッペン - 1:32.014 (48周目)

ラップリーダー
太字は最多ラップリーダー
- ルイス・ハミルトン - 56周 (1-19, 21-57)
- マックス・フェルスタッペン - 1周 (20)

## 第15戦終了時点のランキング
|         | 順位 | ドライバー                 | ポイント |
| ------- | ---- | -------------------------- | -------- |
|         | 1    | ルイス・ハミルトン         | 332      |
|         | 2    | バルテリ・ボッタス         | 201      |
|         | 3    | マックス・フェルスタッペン | 189      |
| 2       | 4    | ダニエル・リカルド         | 102      |
| 1       | 5    | セルジオ・ペレス           | 100      |
| ソース: |      |                            |          |

|         | 順位 | コンストラクター                   | ポイント |
| ------- | ---- | ---------------------------------- | -------- |
|         | 1    | メルセデス                         | 533      |
|         | 2    | レッドブル-ホンダ                  | 274      |
| 1       | 3    | マクラーレン-ルノー                | 171      |
| 1       | 4    | レーシング・ポイント-BWTメルセデス | 154      |
|         | 5    | ルノー                             | 144      |
| ソース: |      |                                    |          |

- 注：ドライバー、コンストラクター共にトップ5のみ表示。